# ليز بيروب
ليز بيروب (بالإنجليزية: Liz Berube)‏ هي فنانة قصص مصورة أمريكية، ولدت في 7 يناير 1943 في بروكلين في الولايات المتحدة.